# Conistra turtur
Conistra turtur är en fjärilsart som beskrevs av George Francis Hampson 1906. Conistra turtur ingår i släktet Conistra och familjen nattflyn. Inga underarter finns listade i Catalogue of Life.